# Юнацький чемпіонат Європи з футболу (U-17) 2006
Чемпіонат Європи з футболу серед юнаків віком до 17 років 2006 року — п'ятий розіграш турніру (після зміни назви), який пройшов в Люксембурзі з 3 по 14 травня 2006 року. Переможцем вперше у своїй історії стала збірна Росії, яка у фіналі у серії післяматчевих пенальті перемогла збірну Чехії.

## Кваліфікація
Докладніше:
- Юнацький чемпіонат Європи з футболу (U-17) 2006 (кваліфікаційний раунд)
- Юнацький чемпіонат Європи з футболу (U-17) 2006 (елітний раунд)

## Груповий раунд

### Група A
| Збірна     | І | В | Н | П | ГЗ | ГП | РГ  | О |
| ---------- | - | - | - | - | -- | -- | --- | - |
| Іспанія    | 3 | 3 | 0 | 0 | 12 | 1  | +11 | 9 |
| Росія      | 3 | 2 | 0 | 1 | 3  | 3  | 0   | 6 |
| Угорщина   | 3 | 1 | 0 | 2 | 4  | 3  | +1  | 3 |
| Люксембург | 3 | 0 | 0 | 3 | 1  | 13 | −12 | 0 |

| 3 травня 2006 17:00 CET |

| Угорщина | 0:1      | Росія       |
| -------- | -------- | ----------- |
|          | Протокол | Морозов 78' |

| Джон Грюн, Мондорф-ле-Бен Глядачів: 320 Арбітр: Вільям Коллам |

| 3 травня 2006 19:00 CET |

| Люксембург | 1:7      | Іспанія                                                 |
| ---------- | -------- | ------------------------------------------------------- |
| П'янич 73' | Протокол | Ньїгес 6', 18' Рамос 13' Кркіч 48', 69', 76' Ермоса 55' |

| Альфонс Тайс, Есперанж Глядачів: 3 550 Арбітр: Ганнес Каасік |

| 5 травня 2006 17:00 CET |

| Іспанія                            | 3:0      | Росія |
| ---------------------------------- | -------- | ----- |
| Ньїгес 59' Вергара 64' Гульйон 74' | Протокол |       |

| Альфонс Тайс, Есперанж Глядачів: 360 Арбітр: Бйорн Кейперс |

| 5 травня 2006 19:30 CET |

| Люксембург | 0:4      | Угорщина                                   |
| ---------- | -------- | ------------------------------------------ |
|            | Протокол | Немет 42', 28' Коман 64' (пен.) Ніхазі 76' |

| Джон Грюн, Мондорф-ле-Бен Глядачів: 2 050 Арбітр: Олексій Кульбаков |

| 8 травня 2006 17:30 CET |

| Росія                       | 2:0      | Люксембург |
| --------------------------- | -------- | ---------- |
| Горбатенко 32' Коротаєв 75' | Протокол |            |

| Альфонс Тайс, Есперанж Глядачів: 1 450 Арбітр: Александар Ставрев |

| 8 травня 2006 17:30 CET |

| Іспанія                    | 2:0      | Угорщина |
| -------------------------- | -------- | -------- |
| Рамос 18' Кркіч 76' (пен.) | Протокол |          |

| Стад Ам Дейх, Еттельбрюк Глядачів: 653 Арбітр: Томас Айнваллер |

### Група B
| Збірна               | І | В | Н | П | ГЗ | ГП | РГ | О |                            |
| -------------------- | - | - | - | - | -- | -- | -- | - | -------------------------- |
| Німеччина            | 3 | 2 | 1 | 0 | 8  | 0  | +8 | 7 | Advanced to the semifinals |
| Чехія                | 3 | 2 | 1 | 0 | 5  | 2  | +3 | 7 | Advanced to the semifinals |
| Сербія та Чорногорія | 3 | 0 | 1 | 2 | 2  | 7  | −5 | 1 |                            |
| Бельгія              | 3 | 0 | 1 | 2 | 2  | 8  | −6 | 1 |                            |

| 3 травня 2006 17:00 CET |

| Бельгія | 0:4      | Німеччина                                            |
| ------- | -------- | ---------------------------------------------------- |
|         | Протокол | Гілліс 2' (аг) Фішер 35' Кроос 51' (пен.) Лоренц 80' |

| Стад Ам Дейх, Еттельбрюк Глядачів: 960 Арбітр: Александар Ставрев |

| 3 травня 2006 19:00 CET |

| Сербія та Чорногорія | 1:2      | Чехія          |
| -------------------- | -------- | -------------- |
| Вукович 72'          | Протокол | Нецид 49', 67' |

| Йос Носбаум, Дюделанж Глядачів: 400 Арбітр: Томас Айнваллер |

| 5 травня 2006 17:00 CET |

| Бельгія   | 1:1      | Сербія та Чорногорія |
| --------- | -------- | -------------------- |
| Акіно 71' | Протокол | Караджич 83'         |

| Йос Носбаум, Дюделанж Глядачів: 530 Арбітр: Ганнес Каасік |

| 5 травня 2006 19:00 CET |

| Німеччина | 0:0      | Чехія |
| --------- | -------- | ----- |
|           | Протокол |       |

| Оп Флор, Гревенмахер Глядачів: 1 425 Арбітр: Вільям Коллам |

| 8 травня 2006 19:30 CET |

| Німеччина                      | 4:0      | Сербія та Чорногорія |
| ------------------------------ | -------- | -------------------- |
| Фішер 5', 22', 37' Райнарц 65' | Протокол |                      |

| Жозі Бартель, Люксембург Глядачів: 900 Арбітр: Бйорн Кейперс |

| 8 травня 2006 19:30 CET |

| Чехія                     | 3:1      | Бельгія              |
| ------------------------- | -------- | -------------------- |
| Войнар 11' Нецид 42', 72' | Протокол | Карсела-Гонсалес 75' |

| Оп Флор, Гревенмахер Глядачів: 450 Арбітр: Олексій Кульбаков |

## Плей-оф

### Півфінали
| 11 травня 2006 20:15 CET |

| Німеччина | 0:1      | Росія         |
| --------- | -------- | ------------- |
|           | Протокол | Прудников 72' |

| Жозі Бартель, Люксембург Глядачів: 1 350 Арбітр: Вільям Коллам |

| 11 травня 2006 17:30 CET |

| Іспанія | 0:2      | Чехія                    |
| ------- | -------- | ------------------------ |
|         | Протокол | Пекгарт 31' Вошаглік 58' |

| Стад Ам Дейх, Еттельбрюк Глядачів: 1 335 Арбітр: Александар Ставрев |

### Матч за 3-тє місце
| 14 травня 2006 15:00 CET |

| Іспанія                        | 1:1      | Німеччина                              |
| ------------------------------ | -------- | -------------------------------------- |
| Кркіч 53'                      | Протокол | Фішер 68'                              |
|                                | Пенальті |                                        |
| Саваль · Баена · Ортіс · Кркіч | 3:2      | Марін · Вранчич · Фішер · Шорх · Кроос |

| Джон Грюн, Мондорф-ле-Бен Глядачів: 1 250 Арбітр: Олексій Кульбаков |

### Фінал
| 14 травня 2006 19:00 CET |

| Чехія                         | 2:2      | Росія                                               |
| ----------------------------- | -------- | --------------------------------------------------- |
| Пекгарт 80+3' Нецид 88'       | Протокол | Прудников 46' Маренич 86'                           |
|                               | Пенальті |                                                     |
| Ваха · Войнар · Голек · Нецид | 3:5      | Щербак · Гаглоєв · Прудников · Амірханов · Коротаєв |

| Жозі Бартель, Люксембург Глядачів: 2 760 Арбітр: Бйорн Кейперс |